# مقاطعة كيميتي
كيميتي هي إحدى مقاطعات إقليم سيلا في تشاد. بلدتها الرئيسية قوز بيدا.

## التقسيمات
تُقسم كيميتي إلى سبع محافظات فرعية:
- قوز بيدا
- كوكو أنغرانا
- تيسي
- آدي
- موغورورو
- كيرفي
- مديونة (أو مديونة)

## الإدارة
حكام كيميتي (منذ 2008)
- 9 أكتوبر 2008: روزي حليكي[3]